# Casa di distribuzione cinematografica
Una casa di distribuzione cinematografica è una compagnia indipendente, una società controllata o occasionalmente una individuale, che lavora come l'agente finale tra una casa di produzione cinematografica o alcuni agenti intermediari, ed un esercente, con il fine di assicurare le proiezioni del film del produttore sullo schermo della sala cinematografica. Nel campo del cinema, il termine "distribuzione" si riferisce al mercato e alla circolazione di film nei cinema.

## Diffusione

### In Italia
Secondo la SIAE, nel 2021 i cinema italiani hanno incassato 870 milioni di euro con 84 milioni di biglietti; nel 2019 l'incasso è stato di 2.7 miliardi per 306 milioni di spettatori.